# Campionati europei di ciclismo su strada 1996
I Campionati europei di ciclismo su strada 1996 si disputarono sull'Isola di Man, in Regno Unito, il 18 giugno 1996.

## Medagliere
| Pos.   | Nazione    | Oro | Argento | Bronzo | Totale |
| ------ | ---------- | --- | ------- | ------ | ------ |
| 1      | Germania   | 1   | 0       | 0      | 1      |
| 1      | Portogallo | 1   | 0       | 0      | 3      |
| 3      | Italia     | 0   | 1       | 0      | 1      |
| 3      | Lituania   | 0   | 1       | 0      | 1      |
| 5      | Francia    | 0   | 0       | 1      | 1      |
| 5      | Russia     | 0   | 0       | 1      | 1      |
| Totale | Totale     | 2   | 2       | 2      | 6      |

## Sommario degli eventi
| Eventi                 | Oro                        | Tempo | Argento                 | Tempo | Bronzo                            | Tempo |
| Uomini Under-23        |                            |       |                         |       |                                   |       |
| Gara in linea dettagli | Cândido Barbosa Portogallo | ?     | Daniele Contrini Italia | ?     | Sergej Valer'evič Ivanov Russia   | ?     |
| Donne Under-23         |                            |       |                         |       |                                   |       |
| Gara in linea dettagli | Hanka Kupfernagel Germania | ?     | Diana Žiliūtė Lituania  | ?     | Elisabeth Chevanne-Brunel Francia | ?     |